# Centro de Hematologia e Hemoterapia do Paraná
O Centro de Hematologia e Hemoterapia do Paraná (HEMEPAR) é um órgão do governo do estado do Paraná. Sua sede esta localizada na capital do estado: Curitiba.
O HEMEPAR tem como principal atividade: coletar, armazenar (banco de sangue), processar e distribuir o sangue doado por voluntárias. Outra importante atividade deste orgão (sem fins lucrativos) é transfundir sangue e seus derivados, segundo padrões técnicos-científico, estabelecido pela legislação vigente.